# Hirehullal, Hangal
Hirehullal là một làng thuộc tehsil Hangal, huyện Haveri, bang Karnataka, Ấn Độ.